# Ausschuss zum Schutz der Rechte aller Wanderarbeitnehmer und ihrer Familienangehörigen
Der Ausschuss für Wanderarbeiter, CMW (engl. Committee on Migrant Workers) ist ein von der UNO eingesetztes Kontrollorgan, welches die Umsetzung und Einhaltung der UN-Wanderarbeiterkonvention WAK durch die Vertragsstaaten überwacht und Empfehlungen abgeben kann, wie sie die Umsetzung des Vertrags verbessern können.
Der CMW besteht aus 14 Sachverständigen und tagt zweimal jährlich in Genf.

## Aufgaben und Tätigkeiten
Die Schaffung des Ausschusses und dessen Aufgaben sind im Teil 4 der WAK festgelegt, seine Tätigkeiten beziehen sich ausschließlich auf Staaten, welche die Wanderarbeiterkonvention ratifizierten (Art. 87 WAK), dazu ist es auch davon abhängig, welche Erklärungen und Vorbehalte die Staaten beim Vertragsabschluss machten (Art. 91 WAK).
Seine Haupttätigkeiten besteht in der Prüfung der Staatenberichte (Art. 74 WAK). Laut WAK ist er auch für zur Prüfung von Staatenbeschwerden (Art. 76 WAK) und Individualbeschwerden (Art. 77 WAK) zuständig, sobald 10 Staaten diesen Beschwerdeverfahren zustimmten, was bis heute noch nicht erfolgte (Stand März 2019).
Im WAK ist bei schwerwiegenden oder systematischen Vertragsverletzungen durch einen Staat kein Untersuchungsverfahren vorgesehen, womit solche Untersuchungen nicht in die Zuständigkeit des Ausschusses fallen.

### Vertragsgrundlage
Die Wanderarbeiterkonvention ist ein von der UNO geschaffenes Menschenrechtsabkommen, welches am 18. Dezember 1990 von der UN-Generalversammlung verabschiedet wurde und seit dem 1. Juli 2003 in Kraft ist (Art. 87 Abs. 1 WAK). In der WAK sind die Rechte von Arbeitsmigranten, Saison- und Gelegenheitsarbeiter und ihren Familienangehörigen definiert. Sie enthält keine Bestimmungen, welche das Recht der Staaten einschränkt, über die Einwanderung zu entscheiden.
Die WAK hat zu weiten Teilen Überschneidungen mit dem Zivilpakt und der Antirassismuskonvention, wobei das jeweils für die Betroffenen günstigere Abkommen gilt (Art. 81 WAK, Art. 53 EMRK, Art. 46 IPBPR, Art. 24 IPWKS).
Es besteht eine Verwechslungsgefahr mit dem UNO-Migrationspakt, für dessen Einhaltung ist der Ausschuss nicht zuständig, da es ein anderes Abkommen ist.

### Ratifikationen
Weder Deutschland, Liechtenstein, Österreich noch die Schweiz haben die WAK ratifiziert, bisher sind 34 Staaten dem Abkommen beigetreten (Stand März 2019).

## Verfahrensordnung
Zur Ausführung seiner im TEIL VII der WAK definierten Aufgaben, erstellte der Ausschuss eine Verfahrensordnung VerfO (engl. Rules of procedure), in welcher die Organisation, Verfahrensabläufe und Zuständigkeiten beim Ausschuss geregelt wurden.
Sie besteht aus 3 Teilen, dem Teil I. Allgemeine Bestimmungen, Teil II. Aufgaben des Ausschusses und Teil III Auslegung und Änderungen. Im Anhang die Ergänzung, dass er bei Verstößen gegen Art. 9 WAK Das Recht auf Leben der Wanderarbeitnehmer, weitere Berichte einfordern könne. Die VerfO enthält 34 als Regel bezeichnete Bestimmungen und ist in 15 Kapitel unterteilt.
Die maßgeblichen Kapitel der VerfO sind:
- Kap. 12 Das Berichtsverfahren nach Art. 73 f. WAK
- Kap. 13 Staatenbeschwerden nach Art. 76 WAK
- Kap. 14 Verfahren bei Individualbeschwerden nach Art. 77 WAK

## Prüfung der Staatenberichte
Alle Vertragsstaaten sind verpflichtet, dem Ausschuss regelmäßig Staatsberichte vorzulegen, in denen sie darlegen müssen, wie sie die UN-Wanderarbeiterkonvention umgesetzt haben (Art. 73 WAK). Ein Jahr nach dem Beitritt zum Übereinkommen müssen die Vertragsstaaten einen Bericht über die Umsetzung des Übereinkommens abgeben (engl. Initial report) und dann in einem regelmäßigen Turnus von fünf Jahren periodische Berichte (engl. Periodical reports) über die erzielten Fortschritte. Der Ablauf der Prüfung der Staatenberichte ist im Kap. 12 der VerfO geregelt.
Wegen Überlastung der Ausschüsse wurde von der UN-Generalversammlung ein vereinfachtes Staatenberichtsverfahren ermöglicht (engl. Simplified Reporting procedure) und dabei der Umfang für Erstberichte auf 31'800 und den für periodische Berichte auf 21'200 Wörter beschränkt. Wenn bei der letzten Prüfung eines Staatenberichts keine erheblichen Mängel festgestellt wurden, kann der Ausschuss seither das vereinfachte Verfahren durchführen, in welchem er den Vertragsstaaten eine Liste mit offenen Problemen und Fragen zustellt (engl. list of issues prior to reporting – LOIPR), dessen Antworten (engl. Replies to LOIs) dann als periodische Staatenberichte gelten.
Am Staatenberichtsverfahren können sich auch Nichtregierungsorganisationen (NGOs), nationalen Menschenrechtsorganisationen (NHRIs), Sonderorganisationen der UNO aktiv beteiligen und Parallelberichte einreichen, um eine unzureichende Umsetzung der WAK durch die Vertragsstaaten aufzuzeigen (Art. 74 Abs. 4 WAK). Dabei können Lücken oder Fehler des Staatenberichts verdeutlicht und auf Defizite hingewiesen werden. Solche Parallelberichte können für den Ausschuss sehr aufschlussreich sein.
Der Ausschuss prüft dann an einer öffentlichen Verhandlung die Staatenberichte, an welcher diese Stellung zu den Fragen des CMW nehmen können. Der Ausschuss bemüht sich, durch einen konstruktiven Dialog festzustellen, ob vom Staat die WAK angewandt wird und wie er die Umsetzung verbessern könnte. NGOs, NHRIs und andere interessierte Personen können an den öffentlichen Sitzungen nur beobachtend teilnehmen, es ist jedoch eine Zulassung erforderlich (Accreditation).
Da die Staaten teilweise gar keine Berichte einreichen, erließ der Ausschuss die Regel 31bis als Ergänzung zur VerfO, wonach er bei fehlendem Staatenbericht aufgrund anderweitiger Informationen die Umsetzung der WAK prüfen werde und ihnen dann das Prüfergebnis mit den Empfehlungen zustelle.
Stellt der Ausschuss bei der Berichtsprüfung fest, dass der Staat seine vertraglichen Verpflichtungen nicht erfüllt hat, kann er Vorschläge machen und allgemeine Empfehlungen abgeben, wie der Staat die Umsetzung der WAK verbessern könnte. Diese werden als „Abschließenden Beobachtungen“ (engl. Concluding Observations) bezeichnet (Art. 74 WAK).
Diese Empfehlungen des CMW sind rechtlich nicht bindend, die Umsetzung kann nicht erzwungen werden und es ist nur ein Anschlussverfahren (engl. Follow-up) vorgesehen, in welchem ein Berichterstatter die Umsetzung der Empfehlungen durch den Staat prüft und diese gegebenenfalls beim nächsten Staatenberichts wieder thematisiert wird. Sanktionen sind gegenüber dem betreffenden Staat nicht vorgesehen.
Da die Staaten teilweise ihren vertraglichen Verpflichtungen nicht nachkommen und keine oder ihre verspätet Berichte einreichen, erstellte das UN-Hochkommissariat für Menschenrechte (UNHCHR), eine Liste, in welcher die Staaten aufgeführt sind, welche alle ihre Berichte pünktlich einreichen (z. B. Italien, die Schweiz usw.) und eine Liste mit den Staaten die teilweise in Verzug sind (z. B. Deutschland, Liechtenstein, Österreich, der Vatikan etc.).

## Staatenbeschwerden
Nach Artikel 76 WAK ist der Ausschuss befugt, Staatenbeschwerden zu prüfen, wenn ein Vertragsstaat geltend macht, ein anderer Vertragsstaat komme seinen Verpflichtungen aus der WAK nicht nach. Die Bedingung ist, dass beide Staaten bei der Ratifikation des Vertrags die diesbezügliche Zuständigkeit des Ausschusses ausdrücklich anerkannten (Art. 76 Abs. 1 WAK). Das Verfahren bei Staatenbeschwerden ist im Kapitel 13 VerfO definiert.
Die Aufgabe des Ausschusses besteht darin, den Streit zu schlichten und eine gütliche Einigung herbeizuführen. Das Staatenbeschwerdeverfahren wird mit einem Bericht und Empfehlungen durch den Ausschuss abgeschlossen. Kommt keine gütliche Einigung zustande, können sich die Parteien binnen sechs Monaten an den Internationalen Gerichtshof wenden, sofern keiner der beiden Staaten bei der Ratifikation des Vertrags einen diesbezüglichen Vorbehalt machte (Art. 92 Abs. 1 WAK).
Diese Bestimmung über die Staatenbeschwerde tritt in Kraft, wenn zehn Vertragsstaaten eine solche Erklärungen abgegeben haben (Art. 76 Abs. 2 WAK).
Erst 4 Staaten gaben eine solche Erklärung ab: Ecuador; El Salvador; Guatemala; Guinea-Bissau, womit diese Bestimmung noch nicht in Kraft ist. Von diesen vier Staaten haben bereits El Salvador und Guinea-Bissau vorsorglich einen Vorbehalt zum Internationalen Gerichtshof angebracht und dessen Zuständigkeit sogleich abgelehnt (Stand Februar 2019).
Im Streitfall haben die Staaten jedoch auch die Möglichkeit zur Beilegung von Streitigkeiten andere internationale Verfahren anzuwenden (Art. 78 WAK). Bei einem Streit zwischen El Salvador und Guatemala könnte dies je nach Streitgegenstand die Interamerikanische Menschenrechtskommission oder der Interamerikanische Gerichtshof sein.

## Individualbeschwerden
Die Individualbeschwerden werden euphemistisch als Mitteilungen bezeichnet. Sofern ein Staat bei Vertragsabschluss dem Individualbeschwerdeverfahren ausdrücklich zustimmte (Art. 77 WAK), kann der Ausschuss auch Individualbeschwerden gegen diesen Vertragsstaat prüfen (Kapitel 14 VerfO), sofern der Vertragsstaat bei Vertragsabschluss dem Individualbeschwerdeverfahren ausdrücklich zustimmte.
Die Beschwerde muss beim Ausschuss schriftlich eingereicht werden, sie darf nicht anonym sein und muss in einer der Arbeitssprachen des Ausschusses verfasst sein, dazu muss der nationale Rechtsweg erfolglos durchlaufen sein. Die gleiche Beschwerde darf auch nicht bei einem anderen internationalen Organ (z. B. beim EGMR, einem anderen UN-Vertragsorgan o. ä.) eingereicht werden. Eine Beschwerdefrist ist in der WAK nicht vorgesehen, dennoch wird üblicherweise eine Beschwerde nach fünf Jahren nicht mehr entgegengenommen (ratione temporis). Die Beschwerde kann auch mit der Begründung abgelehnt, der Ausschuss sei nicht zuständig, da die geltend gemachte Verletzung nicht in der WAK, sondern bspw. im UNO-Migrationspakt enthalten sei (ratione materiae) oder sie würde ein Missbrauch des Beschwerderechts darstellen.
Bei der UNO eingereichte Beschwerden werden üblicherweise zuerst vom Sekretariat des UNHCHR formell geprüft. Dann wird die Beschwerde entweder abgelehnt oder registriert und an den zuständigen Ausschuss weitergeleitet. Über die Anzahl der bereits vom Sekretariat abgelehnten Beschwerden wird keine Statistik geführt.
Wurde die Beschwerde vom Sekretariat abgelehnt, wird dies dem Beschwerdeführer in einem Standardschreiben mitgeteilt, als Grund wird meistens ungenügende Begründung angegeben, obwohl seitens des CRC eine Abklärungspflicht bestünde. Falls die Beschwerde entgegengenommen wurde, wird sie zur Stellungnahme an den betreffenden Staat weitergeleitet, woraufhin dieser die Einrede der Unzulässigkeit einbringen kann. Die Ausschüsse versuchen eine gütliche Einigung zu erreichen, wenn der Vertragsstaat dem zustimmt, wird dies in einem Entscheid festgehalten (engl. Discontinuance decision) und der Fall ist erledigt.
Erst nachher prüft der Ausschuss die materielle Zulässigkeit der Beschwerde. Wenn er die Beschwerde für unzulässig erklärt, dann begründet er – im Gegensatz zum Sekretariat – seinen Entscheid der Unzulässigkeit. Wurde sie nicht abgelehnt setzt sich der Ausschuss inhaltlich mit der Beschwerde auseinander. Hatte der Ausschuss eine Vertragsverletzung festgestellt, erteilt er dem Staat Vorschlägen und Empfehlungen wie er diese beheben könne (Art. 77 Abs. 7 WAK).
Die Empfehlungen sind rechtlich nicht bindend, ihre Umsetzung kann nicht erzwungen werden, es ist nur ein Anschlussverfahren (engl. Follow-up) vorgesehen, in welchem die Umsetzung der Empfehlungen durch den Staat geprüft wird und gegebenenfalls im nächsten Staatenberichtsverfahren thematisiert wird. Sanktionen sind gegen fehlbare Staaten nicht vorgesehen.
Diese Bestimmung über Individualbeschwerden tritt erst in Kraft, wenn zehn Vertragsstaaten eine solche Erklärungen abgegeben haben (Art. 77 Abs. 8 WAK). Bisher gaben 5 Staaten eine solche Erklärung ab: Ecuador; El Salvador; Guatemala; Mexiko; Uruguay, womit diese Bestimmung noch nicht in Kraft ist (Stand Februar 2019).

### Beschwerden beim CMW und EGMR
Eine Beschwerde bspw. wegen Verstoß gegen Art 18 WAK, Art. 14 IPBPR oder Art. 6 EMRK Recht auf ein faires Verfahren darf nicht gleichzeitig beim Ausschuss und dem EGMR eingereicht werden, da es derselbe Sachverhalt ist (same matter). Es ist jedoch zulässig beim Ausschuss eine Beschwerde wegen Art. 21 WAK Einzug von Ausweispapieren (gibt es nur im WAK) und beim EGMR eine Beschwerde wegen Verstoß gegen Art. 12 EMRK Recht auf Eheschließung einzureichen, da es keine Überschneidung gibt, sondern verschiedene Vertragsverletzungen durch denselben Staat betrifft.
Es gibt Beschwerden, welche zuerst beim EGMR eingereicht, von diesem jedoch nicht entgegengenommen wurden mit der Standardbegründung: die Beschwerde hat keinen Anschein einer Verletzung der in der Konvention (EMRK) oder ihren Zusatzprotokollen garantierten Rechte und Freiheiten. Die daraufhin bei einem UN-Ausschuss eingereichte Beschwerde von diesem mit der Begründung abgelehnt wurde, die Beschwerde sei angeblich vom EGMR geprüft worden, obwohl der EGMR die Beschwerde gar nicht materiell prüfte, sondern nicht entgegennahm.
Sinngemäß der Entscheid No. 577/2013 des CAT-Ausschusses vom 9. Februar 2016, i.S. N.B. c. Russland wegen Folter. Der Beschwerdeführer hatte gleichzeitig beim EGMR eine identische Beschwerde eingereicht (No. 33772/13), weswegen der CAT-Ausschuss die Beschwerde ablehnte (siehe CAT-Entscheid RZ 8.2). In der Urteilsdatenbank HUDOC des EGMR gibt es jedoch kein Urteil mit der No. 33772/13, da die Beschwerde von der Kanzlei verweigert und aus dem Register gestrichen wurde – somit vom EGMR nicht geprüft wurde.
Im Gegensatz zu den UN-Ausschüssen, lehnt der EGMR Individualbeschwerde ab, welche im Wesentlichen mit einer schon vorher vom EGMR geprüften Beschwerde übereinstimmt (Art. 35 Abs. 2 lit b EMRK). Die UN-Ausschüsse nehmen solche identischen Beschwerden solange entgegen, bis die Staaten ihre Gesetze und Rechtsprechung ändern.

## Allgemeine Bemerkungen
Zur Auslegung und Präzisierung der einzelnen Bestimmungen in der WAK, veröffentlicht der Ausschuss Allgemeine Bemerkungen (engl. General comments). Sie sollen Missverständnisse ausräumen und die Vertragsstaaten bei der Erfüllung ihrer Verpflichtungen behilflich sein.
Der CMW hat bis jetzt 4 Allgemeine Bemerkungen zur Konkretisierung der einzelnen Vertragsrechte erarbeitet: General Comment Nr. 1 von 2011 behandelt die Rechte der ausländischen Hausangestellten, Nr. 2 von 2013 die Rechte von Sans Papiers. Die Kommentare Nr. 3 und 4 aus dem Jahr 2017 wurden zusammen mit dem Kinderrechtsausschuss verfasst und behandeln die Rechte der Kinder im Kontext der internationalen Migration bzw. die Verpflichtungen der Staaten betreffend die Menschenrechte des Kindes im Herkunfts-, Transit- und Zielstaat sowie bei der Rückkehr.

## Mitglieder des CMW
Der Ausschuss besteht aus unabhängigen Experten, die nach Inkrafttreten der Konvention ihre Arbeit im März 2004 aufnahmen. Von anfänglich 10 Mitgliedern ist die Anzahl der Ausschussmitglieder 2010 auf 14 erhöht worden.
| Name                           | Land                    | bis am   |
| ------------------------------ | ----------------------- | -------- |
| Hr. Alvaro BOTERO NAVARRO      | Kolumbien               | 31.12.21 |
| Fr. Jasminka DZUMHUR           | Bosnien und Herzegowina | 31.12.19 |
| Hr. Ahmed Hassan EL-BORAI      | Ägypten                 | 31.12.19 |
| Hr. Mohammed CHAREF            | Marokko                 | 31.12.19 |
| Hr. Ermal FRASHERI             | Albanien                | 31.12.21 |
| Hr. Md. Shahidul HAQUE         | Bangladesch             | 31.12.21 |
| Hr. Prasad KARIYAWASAM         | Sri Lanka               | 31.12.21 |
| Fr. Maria LANDAZURI DE MORA    | Ecuador                 | 31.12.19 |
| Hr. Marco NUÑEZ-MELGAR MAGUIÑA | Peru                    | 31.12.19 |
| Hr. Mamane OUMARIA             | Niger                   | 31.12.21 |
| Hr. Lazhar SOUALEM             | Algerien                | 31.12.19 |
| Hr. Azad TAGHI-ZADA            | Aserbaidschan           | 31.12.21 |
| Hr. Ahmadou TALL               | Senegal                 | 31.12.21 |
| Hr. Can ÜNVER                  | Türkei                  | 31.12.19 |